# Omphaletis lucasii
Omphaletis lucasii är en fjärilsart som beskrevs av Butler 1882. Omphaletis lucasii ingår i släktet Omphaletis och familjen nattflyn. Inga underarter finns listade i Catalogue of Life.